# Vincentello d'Istria
Vincentello d'Istria (1380 – Genova, 27 aprile 1434) è stato un condottiero italiano massimo esponente del partito filo-aragonese in Corsica nella prima metà del XV secolo.

## Biografia
Figlio di Ghelfuccio, nobile vicino ai genovesi appartenente alla famiglia dei Cinarchesi, e di una figlia di Arrigo della Rocca, conte di Corsica in nome della corona d'Aragona, Vincentello sin dalla giovane età si allontanò dalla linea politica paterna mettendosi al servizio degli aragonesi.
Nel 1401 lasciò l'isola natale riparando a Longosardo. Grazie ai suoi legami di parentela con Arrigo della Rocca, oltre che alla sua spregiudicatezza, s'impose nel giro di pochi anni come capo del partito filo-aragonese còrso. La sua fama crebbe ulteriormente quando riuscì a riprendere il controllo di alcune aree della Corsica che appartenevano da generazioni alla sua famiglia, come Cinarca. Nel maggio 1404 si recò a Valencia per ottenere da Martino I d'Aragona sostegno ed aiuti. Il sovrano aragonese nominò quindi Vincentello d'Istria suo luogotenente e lo rimandò in Corsica con ampi poteri. Rientrato nell'isola, l'Istria s'imbatté in una situazione sul campo profondamente cambiata. I genovesi infatti, in sua assenza, avevano sottomesso tutti i nobili del Pomonte. Fu così costretto a fuggire in Sicilia dove trovò riparo presso la corte di Martino il Giovane.
Nella primavera 1407 Vincentello d'Istria rientrò in Corsica, riprese il controllo della Cinarca, formò una coalizione di nobili ed assediò e conquistò Biguglia, sede del governo genovese sull'isola. Espugnata anche la piazzaforte di Bastia, egli non riuscì però a tenere unita la coalizione che lo aveva supportato a causa delle rivalità e le gelosie. Di questa situazione ne approfittarono i genovesi che, armarono il cugino dell'Istria Francesco della Rocca, il quale riuscì in breve tempo a conquistare tutto il Pomonte e a cingere d'assedio Bastia. Ferito nell'assedio, Vincentello abbandonò la Corsica per riparare ancora una volta in Sicilia. Qui Martino il Giovane gli fornì uomini e navi per riconquistare i territori appena perduti. Sbarcato nei pressi di Aiaccio nel novembre dello stesso anno, Vincentello marciò nuovamente verso la Cinarca riuscendo da un lato a persuadere la maggior parte dei nobili locali a riconoscerlo come conte di Corsica e dall'altro costringendo i genovesi a ritirarsi nel nord dell'isola. Decise quindi di avanzare verso il Cismonte saccheggiando Venzolasca e spingendosi sino alle porte di Biguglia. L'opposizione delle milizie filo-genovesi del Capo Corso ed alcune sconfitte lo costrinsero tuttavia a rientrare nel Pomonte. Approfittando di una tregua in Corsica, Vincentello d'Istria si recò con le sue truppe in Sardegna in appoggio alla spedizione militare di Martino il Giovane. La morte dello stesso Martino, avvenuta poco dopo la vittoria a Sanluri, liberarono il nobile còrso da qualsiasi impegno con la corona aragonese e lo convinsero ai rimpatriare i suoi uomini per reprimere alcune rivolte. Rientrato in Cinarca, tra la fine del 1409 e l'inizio del 1410 riprese il controllo del Pomonte a ferro e fuoco e, su invito di alcuni caporali locali, tentò nuovamente di conquistare la Terra di Comune, venendo tuttavia nuovamente respinto dai genovesi. 
Ottenuta una tregua, l'Istria rafforzò la sua posizione nell'area della Corsica sotto il suo controllo poi, nel marzo 1414, attaccò nuovamente la Terra di Comune per punire i caporali locali che tre anni prima lo avevano tradito. Respinto nuovamente dai genovesi a Mariana, dovette sedare nuove rivolte nobiliari scoppiate nel Pomonte. Vinta a fatica la resistenza, si dedicò a smantellare le fortificazioni della regione. Nell'estate 1416 i genovesi guidati da Abramo Fregoso invasero il Pomonte decisi ad eliminare l'Istria. Il 20 settembre dello stesso il castello di Cinarca fu espugnato e Vincentello dovette riparare in Catalogna. Qui, il 10 febbraio 1418, il re Alfonso V lo nominò viceré. L'anno seguente l'Istria sbarcò con alcuni seguaci e militari aragonesi nel Pomonte, dove il malgoverno genovese aveva accresciuto l'ostilità della popolazione. Il ritorno ricompattò il fronte anti-genovese che iniziò a conseguire una serie di vittorie culminate con la presa di Biguglia il 24 giugno 1420, seguita poco dopo da quella di Bastia. A questo punto l'Istria marciò su Calvi, ultima piazzaforte rimasta in mano genovese nel nord della Corsica. Supportato dalla flotta aragonese guidata da Alfonso V in persona, riuscì ad espugnare la città il 4 ottobre, dopo venti giorni d'assedio. 
Le forze corso-aragonesi si diressero quindi verso Bonifacio, roccaforte genovese nell'estremo sud della Corsica, che venne cinta d'assedio. Nonostante gli sforzi, gli assedianti dovettero fronteggiare sia la tenace difesa dei bonifacini, sia l'arrivo di una squadra navale arrivata in soccorso da Genova e che era riuscita a violare il blocco aragonese. Nel gennaio 1421 Alfonso lasciò la Corsica per correre a Napoli in soccorso di Giovanna II d'Angiò-Durazzo contro le mire di Luigi II d'Angiò. La partenza del sovrano d'Aragona riaprì nuovamente le rivalità tra i nobili che appoggiavano Vincentello. Di conseguenza nell'aprile dello stesso anno Calvi si sollevò contro i còrso-aragonesi appellandosi a Genova. Vistosi in difficoltà, l'Istria tolse l'assedio a Bonifacio ed iniziò a reprimere tutte le rivolte interne. Una volta ripreso il controllo della situazione, riuscì ad assicurare un periodo di relativa tranquillità all'isola grazie anche al fatto che Genova era caduta nelle mani di Filippo Maria Visconti, quest'ultimo poco interessato a riprendersi il controllo della Corsica. Il suo governo, basato su un complicato sistema di alleanze, specie nel nord dell'isola, provocò lo scontento di alcuni signorotti. Questi decisero nel 1430 di proclamare governatore dell'isola Simone De Mari, signore di Capo Corso. Vincentello d'Istria marciò allora contro De Mari sconfiggendolo. Tuttavia per armare il suo nuovo esercito aveva dovuto imporre nuove e pesanti tassazioni inimicandosi così la popolazione. Nel 1433 la Terra di Comune si ribellò e chiamò in suo aiuto Simone De Mari il quale espugnò Biguglia e cinse d'assedio Bastia. Nel frattempo il figlio di Simone Carlo era penetrato in Cinarca dove in poco tempo era riuscito a farsi giurare fedeltà dai signorotti locali. Vincentello, lasciato il figlio Bartolomeo in difesa del castello di Cinarca, fuggì in Sardegna. Raggiunta Porto Torres fu catturato dal suo stesso fratello Giovanni. Riuscì a farsi liberare promettendo il cambio il governo di Bastia. I due fratelli D'Istria s'imbarcarono così sua una nave diretta proprio a Bastia. Durante il viaggio furono intercettati e catturati da una galea genovese comandata da Zaccaria Spinola. Vincentello, condotto prigioniero a Genova, fu decapitato nella piazza antistante il Palazzo Ducale il 27 aprile 1434.